# Junco Partner
«Junco Partner» es una tradicional canción estadounidense de blues caracterizada por haber sido reversionada durante décadas por varios artistas como Dr. John, Professor Longhair, James Booker e incluso The Clash, y más recientemente por el actor y músico británico Hugh Laurie y The Copper Bottom Band. Fue reversionada en blues, folk, rock, reggae y dub entre otros estilos. La letra de la canción se refiere a las drogas, los deseos, la desilusión, y una cárcel en Luisiana conocida como Angola (Louisiana State Penitentiary)

## Historia

### Origen, influencias, Junker's Blues
El origen de esta canción se halla en realidad en una canción de distinto nombre: "Junker's Blues", del pianista de blues y boogie woogie Willie Hall, de Nueva Orleans, quien también fue conocido por su seudónimo "Drive 'Em Down". Este hombre sin embargo jamás la grabó. Fue en 1940 que el pianista estadounidense Champion Jack Dupree, quien había sido influenciado por Hall y lo conocía personalmente, grabó la canción en lo que fue su primera experiencia discográfica, grabando para el sello Chicago A&R man extraordinaire Lester Melrose and OKeh Records.
La canción, aún cantada por los artistas de blues en Nueva Orleans, fue convertida en 1949 en el primer hit que tuvo su contemporáneo Fats Domino pero una vez más, con distinto nombre, esta vez como "The Fat Man", el cual fue grabado para el sello Imperial Records. Algunos periodistas creen que esta fue la primera canción de Rock 'n Roll puro.
La melodía de "Junker's Blues" fue utilizada por Professor Longhair para su canción del álbum "New Orleans Piano" de 1972 "Tipitina" y por Lloyd Price en 1952 para "Lawdy Miss Clawdy".

### Junco Partner
El productor musical Bob Shad fue dueño de la A&R at Mercury Records en 1951. La compañía trabajaba con artistas de jazz y blues, lo que explicaría el conocimiento de Shad por la canción y su atribución de los créditos de la misma junto con su compañero el músico Robert Ellen.
En 1952, una gran cantidad de versiones de dicha canción fueron grabadas, entre ellas la de James "Wee Willie" Wayne (quien se atribuyó la creación a sí mismo). Fue esta la que hizo que la canción se volviera popular en todo Estados Unidos, al ser la primera en grabarse y la más difundida por las radios que pronto emitirían los primeros Rock 'N roll. Antes de esta versión, la canción era conocida únicamente en Nueva Orleans, aunque ya era un clásico.

### Versiones de otros artistas
Como se dijo, en 1952 varios artistas versionaron la canción, como Richard Hayes&Edie Sauter band y Louis Jordan & His Tympany Five for Decca (quienes atribuyeron la creación a Shad y Ellen). Roland Stone (nacido como Roland LeBlanc), un músico de jazz y blues, realizó dos versiones del tema, una en una grabación con el nombre de "Preacher's Daughter" en 1959, y la segunda en 1962 con el nombre de "Down the Road". The Holy Modal Rounders grabaron una versión con el nombre de "Junko Partner" en 1965.
Las más conocidas versiones se realizarían a partir de los años '70. En 1972, Dr. John grabó la canción con el mismo nombre para el disco "Gumbo". En 1976 fue grabada por Professor Longhair para su álbum Rock 'N Roll Gumbo y por James Booker para su álbum al que título con el mismo nombre que la canción. Pero tal vez la más conocida versión es la que realizaron los punk británicos The Clash, para su disco triple Sandinista!, del año 1980; en este disco, donde sus canciones eran de varios estilos musicales (al contrario de las bandas punk de la época, que se encasillaban en su estilo), tomaron la canción de jazz y la grabaron en dos versiones: una en reggae ("Junco Partner", ubicada en el disco 1) y la segunda una versión dub de la primera ("Version Pardner", en el disco 3). La primera se convirtió en la más popular, mientras que la segunda fue reconocida por la prensa, en conclusión, como "la versión propia de la versión propia de una canción ajena cuyo estilo musical era distinto al que la banda había tenido originalmente". Estas muestras de creatividad en la banda llevaron a algunos de sus discos a puestos reconocidos en los rankings (Sandinista! en el 404° puesto, The Clash en el 77° y London Calling en el 7° en un ranking de la revista Rolling Stones, y este último álbum habiendo sido elegido como "el mejor de la década de los '80" por dicha revista). Los exmiembros de The Clash continuaron tocando la canción ocasionalmente (junto con otras canciones de The Clash) en sus posteriores bandas. Carlos Del Junco grabó la canción para su disco "Big Boy" en el año 1999.
Por último, el actor y músico británico Hugh Laurie, acompañado de The Copper Bottom Band, grabó el tema en 2013, aunque no se añadió a su más reciente disco "Didn't it rain", sino que se trata de una pieza extra de venta individual y tocada en sus conciertos.